# Jocelyn (opéra)
Airs
Jocelyn, op.100, est un opéra romantique du compositeur français Benjamin Godard sur un livret d'Armand Silvestre et de Victor Capoul, créé en 1888 à Bruxelles.

## L'œuvre

### Description
L'histoire, tirée du roman en vers éponyme d'Alphonse de Lamartine, est distribuée dans un livret en quatre actes, huit tableaux et en français. Le choix d'un tel sujet a été décidé par le compositeur lui-même, alors admirateur du poème et de ses notes mélancoliques. La partition est dédiée à Daniel Barton. 

### Création
Chef-d'œuvre du compositeur, Jocelyn s'est pourtant vu refuser sa création de nombreuses fois avant que celle-ci puisse avoir lieu. Le directeur de l'Odéon de Paris invite Benjamin Godard à une audition de son ouvrage et lui propose en conséquence de le créer hors-saison ; il n'en est rien, malgré la diffusion de la nouvelle dans la presse. L'opéra est finalement créé sur scène le 25 février 1888 à La Monnaie de Bruxelles. Joseph Dupont est à la direction musicale tandis que la mise en scène est assurée par Alexandre Lapissida.

## Postérité

### Reprises
Il est créé en France le 13 octobre 1888 à Paris au Théâtre du Château d'eau, dont le librettiste de l'opéra, Victor Capoul, tient le rôle-titre. Durant les décennies qui suivent, l'opéra fait également l'objet de nombreuses adaptations et arrangements, notamment pour suite.

### Berceuse
L'ouvrage, largement apprécié lors de sa création, acquiert une popularité qui le rend célèbre dans le temps grâce à son air Berceuse (« Oh ! ne t'éveille pas encore »), interprété de nombreuses fois au cours du XIXe siècle et du XXe siècle. L'air de la Berceuse a également été enregistré de très nombreuses fois, notamment par des chanteurs renommés tels que Tino Rossi, Edmond Clément ou encore Placido Domingo en 1990. On la trouve encore aujourd'hui dans de nombreux recueils de chansons pour enfant. Selon le musicologue Emmanuel Pelaprat, même les soldats de la Grande Guerre la chantaient dans les tranchées.

## Rôles
| Rôle                | Voix          | Création 25 février 1888 Direction : Joseph Dupont | Reprise le 13 octobre à Paris |
| ------------------- | ------------- | -------------------------------------------------- | ----------------------------- |
| Jocelyn             | ténor         | Pierre-Émile Engel                                 | Victor Capoul                 |
| Laurence            | soprano       | Rose Caron                                         | Marguerite Gay                |
| Julie               | soprano       | Angèle Legault                                     | Angèle Legault                |
| Jeune montagnarde   | mezzo-soprano | Storrel                                            | Storrel                       |
| La Mère de Jocelyn  | mezzo-soprano | L Van Besten                                       | Haussmann                     |
| Le Fiancé de Julie  | baryton       | Franklyn                                           | Franklyn                      |
| L'Évêque            | baryton-basse | Jacques Isnardon                                   | Jacques Isnardon              |
| Le Père de Laurence | baryton       | Arthur Henri Seguin                                | Félix-Adolphe Couturier       |
| Vieil homme         | basse         | Jules Vinche                                       | Jules Vinche                  |
| Vieux berger        |               | Rouyer                                             | Rouyer                        |
| Geôlier             | basse         | Franklyn                                           | Franklyn                      |

## Argument

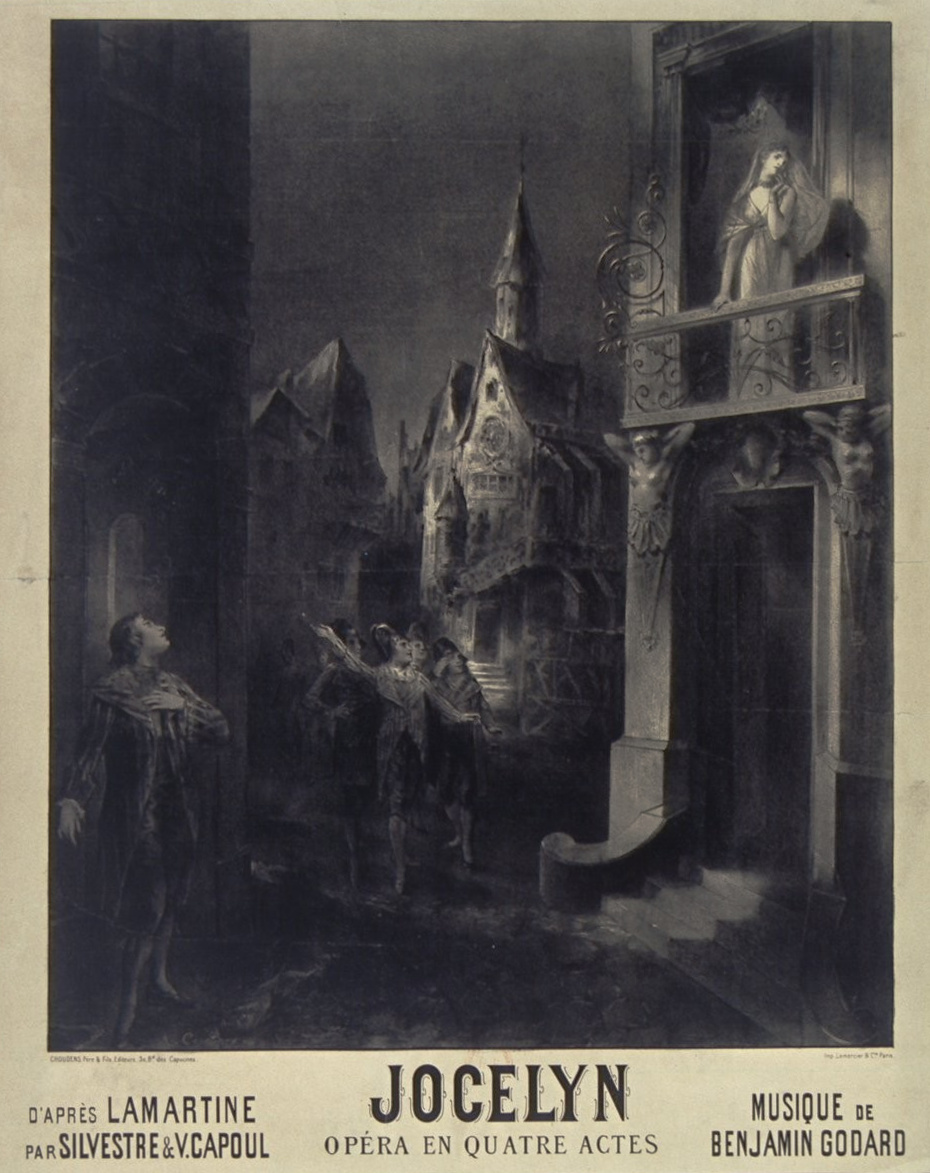

L'action prend place à Grenoble et ses montagnes alentour durant la Fête-Dieu à la fin du XIXe siècle.